# Агаджанов, Михаил Иосифович
Михаил Иосифович Агаджанов (арм. Միխայիլ Իոսիֆի Աղաջանով) (3 июля 1939, Тбилиси — 21 марта 2024) ― советский и армянский врач, биохимик, доктор биологических наук (1979), профессор (1984), Заслуженный деятель науки Армении (2010) .

## Биография
Михаил Агаджанов родился 3 июля 1939 года в городе Тбилиси, Грузинская ССР, СССР.
Его дед был известным в Закавказье врачом. Окончил Харьковский медицинский институт он был личным врачом российского нефтяного магната Александра Манташова, бабушка, Елена Алиханова, приходилась Манташову племянницей. У них было трое сыновей, Георгий, Сергей и отец Михаила Иосиф. Иосиф был горным инженером, погибшим в автокатастрофе, когда Михаилу было три года. Мать Михаила, Ася Хачикян, была инженером-технологом.
В 1957 году Михаил окончил школу с серебряной медалью, переехал в Ереван и поступил в Ереванский государственный медицинский институт, который окончил в 1963 году с отличием. С 1963 по 1966 год был аспирантом кафедры биохимии Ереванского медицинского института. С 1967 года работал на кафедре биохимии этого института, в 1974—1984 годах был доцентом кафедры, в 1984—1986 годах — профессором. В 1988—1991 годах работал проректором по науке Ереванского медицинского института.
Михаил Агаджанов изучал болезнь Альцгеймера, разработал способы её лечения и профилактики. Его работы посвящены различным патологиям, вопросам окислительной гиперчувствительности при заболеваниях, её антиоксидантной регуляции.
Умер 21 марта 2024 года в возрасте 84 лет.

## Повышение квалификации
- Московский университет. Биохимия. (1966 и 1971)
- Центральный институт повышения квалификации врачей, Биохимия. (1973)
- Академия медицинских наук СССР. Биохимия. Москва. (1982)
- Киевский государственный медицинский институт, биологическая и биоорганическая химия. (1984)
- Ереванский государственный университет. Психология. (1985, 1986)
- Ленинградский государственный педиатрический медицинский институт. Биохимия. (1987)
- Университет Китасато, Фармацевтические науки. Токио, Япония. (1992)

## Награды и звания
- Золотая медаль ВДНХ СССР, Москва (1986)
- Медаль «За блестящие достижения», Государственный комитет СССР по образованию, Москва (1988)
- Национальная медаль Университета Китасато, Токио (1992)
- ЕГМУ им. М. Золотая медаль им. Гераци (2000)
- Золотой значок ЕГМУ, (2010)
- Заслуженный деятель науки Армении, (2010)
- Золотой орден, ЕГМУ, (2014)
- Золотая медаль Государственного комитета науки Армении (2015)

## Членство в научных обществах и организациях
- Основатель и президент Армянской Ассоциации Болезни Альцгеймера (с 2002)
- Основатель и председатель локального Этического комитета ЕГМУ (с 2007)
- Научный руководитель Студенческого научного общества ЕГМУ (с 2004)
- Действительный член и академик-секретарь Академии медицинских наук Армении
- Почётный член Научного общества Биопсихиатрии России